# Žitomirska oblast
Žitomirska oblast (ukrajinsko Житомирська область, latinizirano: Žytomyrs'ka oblast'), pogovorno tudi Žitomirščina (ukrajinsko Жито́мирщина, latinizirano: Žytomyrščyna), je oblast na severu Ukrajine. Njeno upravno središče je mesto Žitomir.
Oblast je bila ustanovljena 22. septembra 1937 iz delov Viniške in Kijevske oblasti. Obsega dele zgodovinskih pokrajin Polesje, Volinija, Podolje in Kijevščina, ki so z zgodovinskimi grbi predstavljene na oblastnem grbu. Na vzhodu meji s Kijevsko, na jugu z Viniško, na zahodu s Hmelnicko in Rovensko oblastjo, na severu pa ima državno mejo z Belorusijo.

## Upravne delitve
Pred reformo julija 2020 se je oblast delila na 23 rajonov in pet mest oblastnega pomena, podrejenih neposredno oblastni vladi.
Od oktobra 2020 oblast vsebuje štiri rajone:
| Rajon                   | Upravno središče  | Površina (km²) | Prebivalstvo (2021) | Št. gromad |
| ----------------------- | ----------------- | -------------- | ------------------- | ---------- |
| Berdičivski rajon       | Berdičiv          | 3014,1         | 159.164             | 10         |
| Žitomirski rajon        | Žitomir           | 10505,8        | 613.311             | 31         |
| Korostenski rajon       | Korosten          | 11066,8        | 255.480             | 13         |
| Novograd-Volinski rajon | Novograd-Volinski | 5242,6         | 167.540             | 12         |